# Alessandro di Beauharnais
Alessandro Francesco Maria, visconte di Beauharnais (Fort-Royal, 28 maggio 1760 – Parigi, 23 luglio 1794) è stato un nobile, politico e generale francese del periodo rivoluzionario. Fu il primo marito di Giuseppina di Beauharnais, che successivamente sposò Napoleone Bonaparte diventando Imperatrice di Francia.

## Antenati
I suoi nonni paterni, Claude de Beauharnais (1680-1738) e Renée Hardouineau (1696-1744), si erano sposati a La Rochelle nel 1713. Suo padre François de Beauharnais (1714-1800) fu governatore della Martinica. Alexandre era il terzo figlio del proprio padre e della sua prima moglie, Marie Henriette Pyvart de Chastullé (1722-1767). Suo padre si risposò nel 1796 con Eugenia Tascher de la Pagerie (1739-1803).

## Biografia
Il 13 dicembre 1779 sposò Giuseppina Tascher de la Pagerie, che avrebbe in seguito sposato Napoleone Bonaparte divenendo imperatrice di Francia.
Combatté nelle armate di Luigi XVI durante la rivoluzione americana. Divenne in seguito deputato della nobiltà nell'assemblea degli Stati generali del 1789 e quindi presidente dell'Assemblea nazionale costituente dal 19 giugno al 3 luglio 1791 e dal 31 luglio al 14 agosto 1791.
Nominato generale nel 1792, durante le guerre della rivoluzione francese, si rifiutò, nel giugno del 1793, di diventare ministro della guerra. Venne in seguito nominato generale in capo delle armate rivoluzionarie del Reno nel 1793.
Con questa carica, comandò, accanto al governatore militare Ervoil d'Oyré, la difesa di Magonza, investita dai prussiani del duca di Brunswick a partire dal 14 aprile 1793. Quando, il successivo 23 luglio, la città capitolò, in cambio del rientro dell'armata in Francia, fu permesso solo al Beauharnais di rientrare al seguito dell'esercito, mentre Ervoil d'Oyré restò presso i prussiani come ostaggio. Tuttavia il Beauharnais, appena giunto a Parigi, fu accusato del fallimento della difesa dall'assedio. Essendo per giunta un aristocratico e quindi "sospetto", il 2 marzo 1794, fu arrestato dal Comitato di salute pubblica.
Alexandre venne quindi ghigliottinato, insieme al fratello Augustin, nella Place de la Révolution, l'attuale Place de la Concorde, a Parigi, solo cinque giorni prima della caduta e decapitazione del suo persecutore, Robespierre. Il corpo venne sepolto al cimitero di Picpus.
Nella stessa prigione venne rinchiusa anche la moglie Giuseppina, arrestata il 21 aprile 1794, ma liberata tre mesi dopo.
Attraverso gli eredi del figlio maggiore, egli è antenato delle attuali casate regnanti di Belgio, Lussemburgo, Danimarca, Norvegia e Svezia.

## Opere
- (FR) Voyage d'Italie, 1788.

## Matrimonio e figli
Da Giuseppina Tascher de la Pagerie Alexandre ebbe due figli:
- Eugenio di Beauharnais (3 settembre 1781 - 21 febbraio 1824), viceré del Regno Italico; sposò Augusta di Baviera (1788-1851), figlia secondogenita del re Massimiliano I di Baviera (1756-1825) e della sua prima moglie Augusta Guglielmina d'Assia-Darmstadt (1765-1796)
- Ortensia di Beauharnais (10 aprile 1783 - 5 ottobre 1837), moglie di Luigi Bonaparte e madre di Napoleone III di Francia.